# جون فلين (لاعب كرة قاعدة أمريكي)
جون فلين (بالإنجليزية: John Flinn)‏ هو لاعب كرة قاعدة أمريكي، ولد في 2 سبتمبر 1954 في ميرسيد في الولايات المتحدة.

## وصلات خارجية
- جون فلين (لاعب كرة قاعدة أمريكي) على موقعبيزبول رفرنس.كوم (الدوري الرئيسي) (الإنجليزية)
- جون فلين (لاعب كرة قاعدة أمريكي) على موقعبيزبول رفرنس.كوم (الدوري الثانوي) (الإنجليزية)